# بورگ هیث
بورگ هیث (به انگلیسی: Burgh Heath) یک روستا در بریتانیا است که در ساری واقع شده‌است. بورگ هیث ۱٬۸۸۴ نفر جمعیت دارد.